# Enric Ribó i Sugrañes
Enric Ribó i Sugrañes (Barcelona, 1916 - Barcelona, 27 de maig de 1996) fou un director d'orquestra i de cor català.
Estudià música amb Enric Morera i violí amb Francesc Costa. Cofundador, el 1935, del Cor Mixt Polifònic (des del 1939 Capella Clàssica Polifònica) i adscrit al Foment de les Arts Decoratives de Barcelona, des del 1940 en fou el director titular. Fou professor de violí i de conjunt coral i instrumental del Conservatori de Barcelona, i director d'orquestra de la mateixa entitat. Dirigí l'Orfeó de Sants i fou professor dels Cursos Internacionales de Música en Santiago de Compostel·la i la Coral Universitària de Ciutat de Mèxic. El 1981 fou nomenat director del Coro Nacional de España de Madrid. Autor d'algunes composicions, publicà Consideracions sobre la direcció coral, on desenvolupa de manera sintètica el seu pensament sobre la direcció coral.
Es va casar amb la soprano Pura Gómez (Candelaria Gómez i Mas, 1918-1998).
El fons d'Enric Ribó es conserva a la Biblioteca de Catalunya.